# STS-51-L

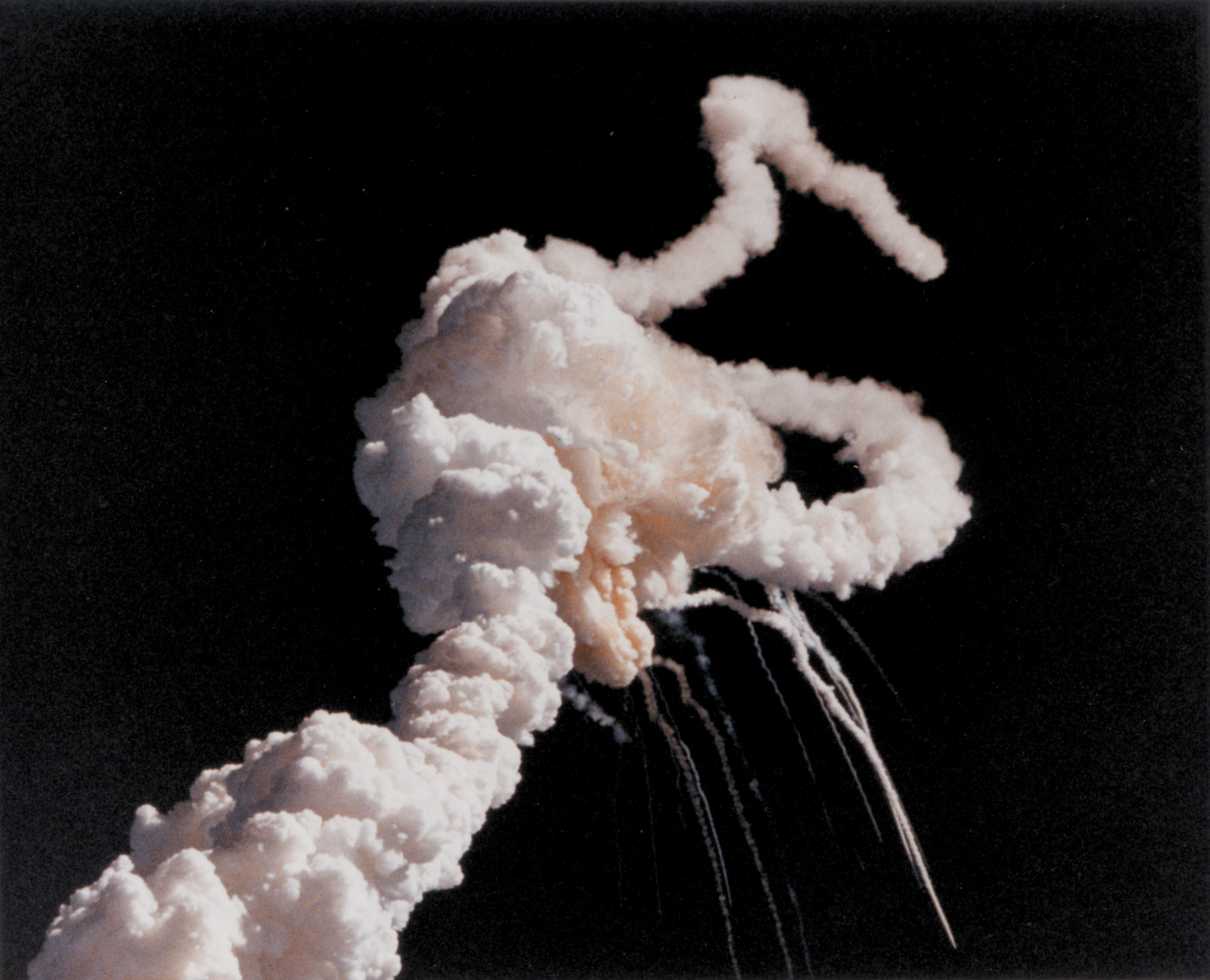
Het beeld nadat het ruimteveer na 73 seconden desintegreerde. Alle zeven bemanningsleden kwamen om het leven.

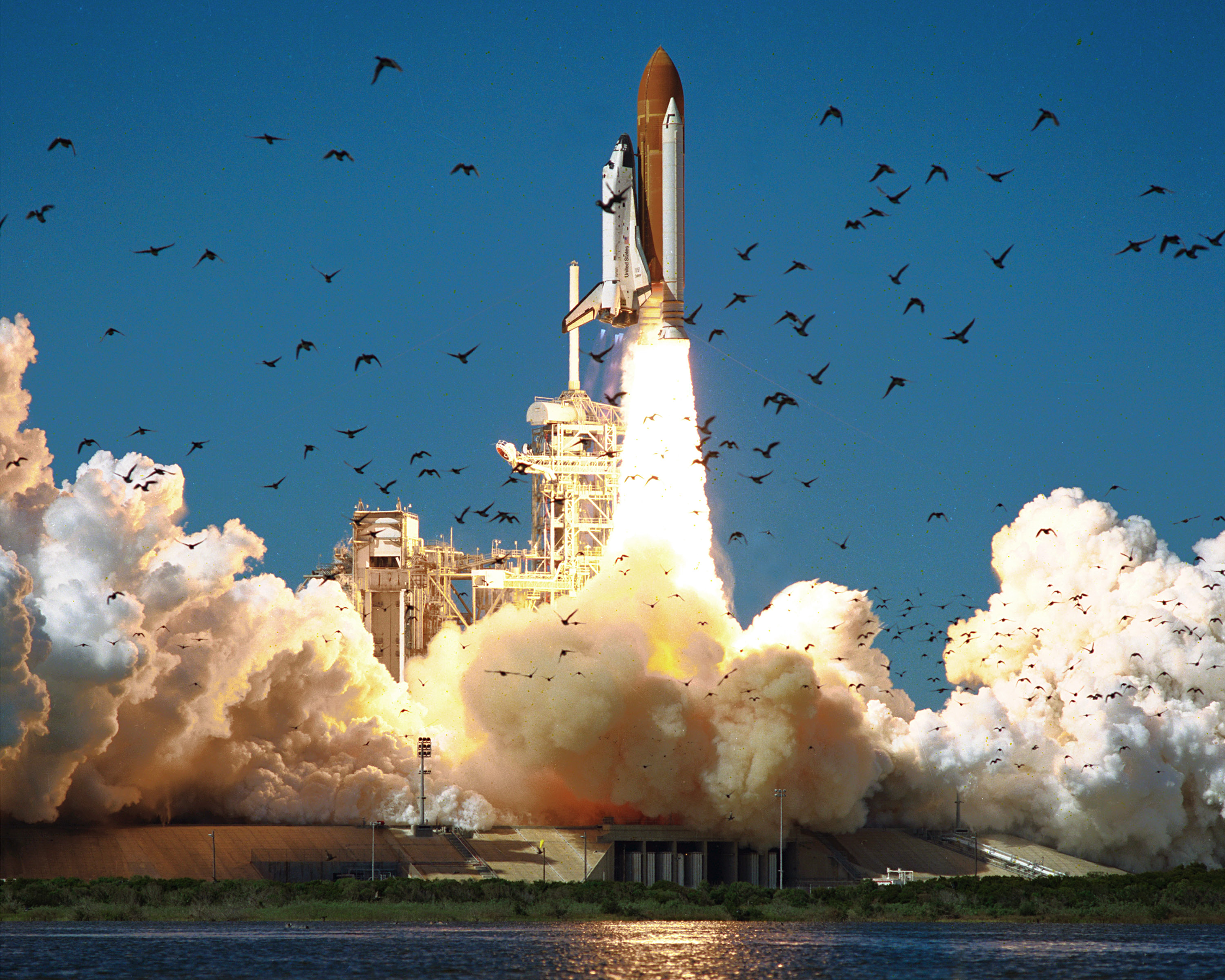
De Challenger wordt gelanceerd voor de start van missie STS-51-L.

STS-51-L, voluit Space Transportation System-51-L, was de 25e vlucht van het spaceshuttleprogramma en de eerste vlucht waarbij een burger aan boord was. Voor deze missie werd de Challenger gebruikt die op 28 januari 1986 werd gelanceerd van lanceercomplex 39B van Kennedy Space Center, Florida. De missie eindigde in een ramp toen het ruimteveer na 73 seconden uit elkaar viel en de gehele bemanning om het leven kwam. 

## Bemanning
- Francis "Dick" Scobee (2), gezagvoerder
- Michael J. Smith (1), piloot
- Judith Resnik (2), missiespecialist
- Ellison Onizuka (2), missiespecialist
- Ronald McNair (2), missiespecialist
- Gregory Jarvis (1), payload specialist
- Christa McAuliffe (1), payload specialist (Teacher in Space)

Barbara Morgan was back-up voor Christa McAuliffe als ruimtelerares, mocht zij onverwacht niet kunnen vliegen. Morgan zou tijdens missie STS-118 in augustus 2007 zelf de ruimte ingaan.

## Doel van STS-51-L
De 10e vlucht van de Challenger zou een communicatiesatelliet voor het spaceshuttleprogramma in de ruimte brengen, evenals twee kleine defensiesatellieten die in zogenaamde Getaway Special containers werden vervoerd in het vrachtruim van de Challenger. Bovendien zou Christa McAulliffe als eerste lerares in de ruimte lesgeven aan leerlingen op de Aarde.

## Missiedoelen
- Uitzetten van de Tracking Data Relay Satellite-B (TDRS-B) via een Inertial Upper Stage booster
- Vlucht van Shuttle-Pointed Tool for Astronomy (SPARTAN-203)/Halley's Comet Experiment Deployable
- Uitvoeren van het Fluid Dynamics Experiment (FDE)
- Uitvoeren van het Comet Halley Active Monitoring Program (CHAMP)
- Uitvoeren van het Phase Partitioning Experiment (PPE)
- Uitvoeren van drie Shuttle Student Involvement Program (SSIP) experimenten
- twee lessen voor het leraar-in-de-ruimte project (TISP).

Daarnaast zou Ronald McNair op saxofoon een stuk spelen voor Jean Michel Jarre. Dit stuk zou deel gaan uitmaken van Jarre's album Rendez-Vous. In 1986 werd dit album alsnog uitgebracht waarbij dit deel (Rendez-Vous 5) de subtitel "Ron's Piece" kreeg.
Geen van deze missiedoelen kon worden uitgevoerd. De Challenger viel kort na de lancering uit elkaar en stortte in zee. Alle bemanningsleden kwamen om het leven.

## Missieparameters
- Gewicht:
  - shuttle bij lancering: 121.778 kg
  - shuttle bij landing: 90.584 kg (gepland)
  - nuttige lading: 21.937 kg
- Perigeum: ~285 km (gepland)
- Apogeum: ~295 km (gepland)
- Hoek: 28,45° (gepland)
- Omlooptijd: ~90.4 min (gepland)
- Duur: 73 seconden (6 dagen 0 uur 34 minuten gepland)

## De oorzaak van de ramp
Na de ramp stelde toenmalig president Ronald Reagan een officiële onderzoekscommissie in met onder meer Nobelprijswinnaar Richard Feynman. Volgens de commissie waren de O-ringen in de stuwraketten verkeerd toegepast. De Challenger werd op een bijzonder koude dag gelanceerd en de O-ring in de rechter stuwraket bleek niet bestand tegen de lage temperaturen. Tijdens de ontstekingsfase lekte de O-ring, waardoor korte tijd later via de ontstane opening in de verbinding van de segmenten hete gassen en brandstof uit de rechter stuwraket begonnen te lekken. Deze brandstof bevatte ook aluminiumpoeder, dat voor extra vermogen zorgt tijdens de vlucht naar de ruimte. De aanwezigheid van het aluminium in de hete brandstof veroorzaakte slakken die in de opening terechtkwamen, waardoor deze tijdelijk werd gedicht.
Na 58 seconden passeerde het ruimteveer een smalle luchtlaag met hoge windsnelheden. Een passagiersvliegtuig dat een half uur eerder door deze luchtlaag was gevlogen, precies boven de lanceerplaats van de Challenger, ondervond toen een sterke windstroming van ruim 300 kilometer per uur. Ook de Challenger kwam in deze luchtlaag terecht. Vermoedelijk raakten de slakken los door hevige trillingen als gevolg van de grote windkrachten, waardoor er weer hete gassen en brandstof begonnen te lekken. De opening werd groter en hete gassen lekten met een steeds hoger tempo tegen de onderzijde van de externe brandstoftank die daardoor 73 seconden na de lancering bezweek. De tank met vloeibare waterstof verloor daardoor vrijwel zijn hele inhoud. Tegelijkertijd werd deze tank met grote kracht in de tank met vloeibare zuurstof gedreven waardoor ook deze laatste bezweek. De enorme hoeveelheden waterstof en zuurstof die vrijkwamen werden ontstoken door de uitlaatgassen van de stuwraketten en een zeer snelle verbranding volgde.
De commissie concludeerde dat de waterstof en zuurstof weliswaar zeer snel verbrandde, in een grote wolk, maar dat van explosieve verbranding geen sprake was. De Challenger bevond zich midden in de verbrandende brandstoffen en werd uit elkaar gerukt. De cockpit kwam grotendeels intact uit de wolk verbrandende gassen tevoorschijn, viel van ruim 16 kilometer hoogte op het wateroppervlak van de Atlantische Oceaan, en spatte uiteen.
|  |  |

## Trivia
Ook de eerst volgende lancering die NASA uitvoerde na het ongeluk met de Challenger verliep desastreus. Op 3 mei 1986 viel de onbemande Delta-178 met aan boord de satelliet GOES-G enkele minuten na de lancering vanaf Cape Canaveral uit elkaar nadat de hoofdmotor vroegtijdig uitviel.